# Phyllachora glycosmidis
Phyllachora glycosmidis är en svampart som beskrevs av Petch 1917. Phyllachora glycosmidis ingår i släktet Phyllachora och familjen Phyllachoraceae.   Inga underarter finns listade i Catalogue of Life.